# When We All Fall Asleep, Where Do We Go?
When We All Fall Asleep, Where Do We Go? (название стилизовано под маюскул, то есть WHEN WE ALL FALL ASLEEP, WHERE DO WE GO?; с англ. — «Когда мы засыпаем, куда мы отправляемся?») — дебютный студийный альбом американской певицы Билли Айлиш, выпущенный 29 марта 2019 года лейблами Darkroom и Interscope.
Бо́льшая часть песен была написана в период подготовки мини-альбома Don’t Smile at Me (2017). Композиции должны были стать частью студийного альбома, выпуск которого предполагался в 2017 году, однако вместо него был выпущен мини-альбом Don’t Smile at Me. 21 марта 2019 года за неделю до выпуска, альбом добавили более 800 000 человек в список предварительного прослушивания на Apple Music, что стало самым высоким показателем данного сервиса.
С альбома выпущено пять синглов: «You Should See Me in a Crown» и «When the Party’s Over» стали первыми синглами, выпущенными с альбома. Третий сингл «Bury a Friend» стал доступен с предзаказом альбома 30 января. Четвёртый сингл «Wish You Were Gay» был выпущен 4 марта, а пятый — «Bad Guy» вышел в день выпуска альбома 29 марта 2019 года.

## Предыстория

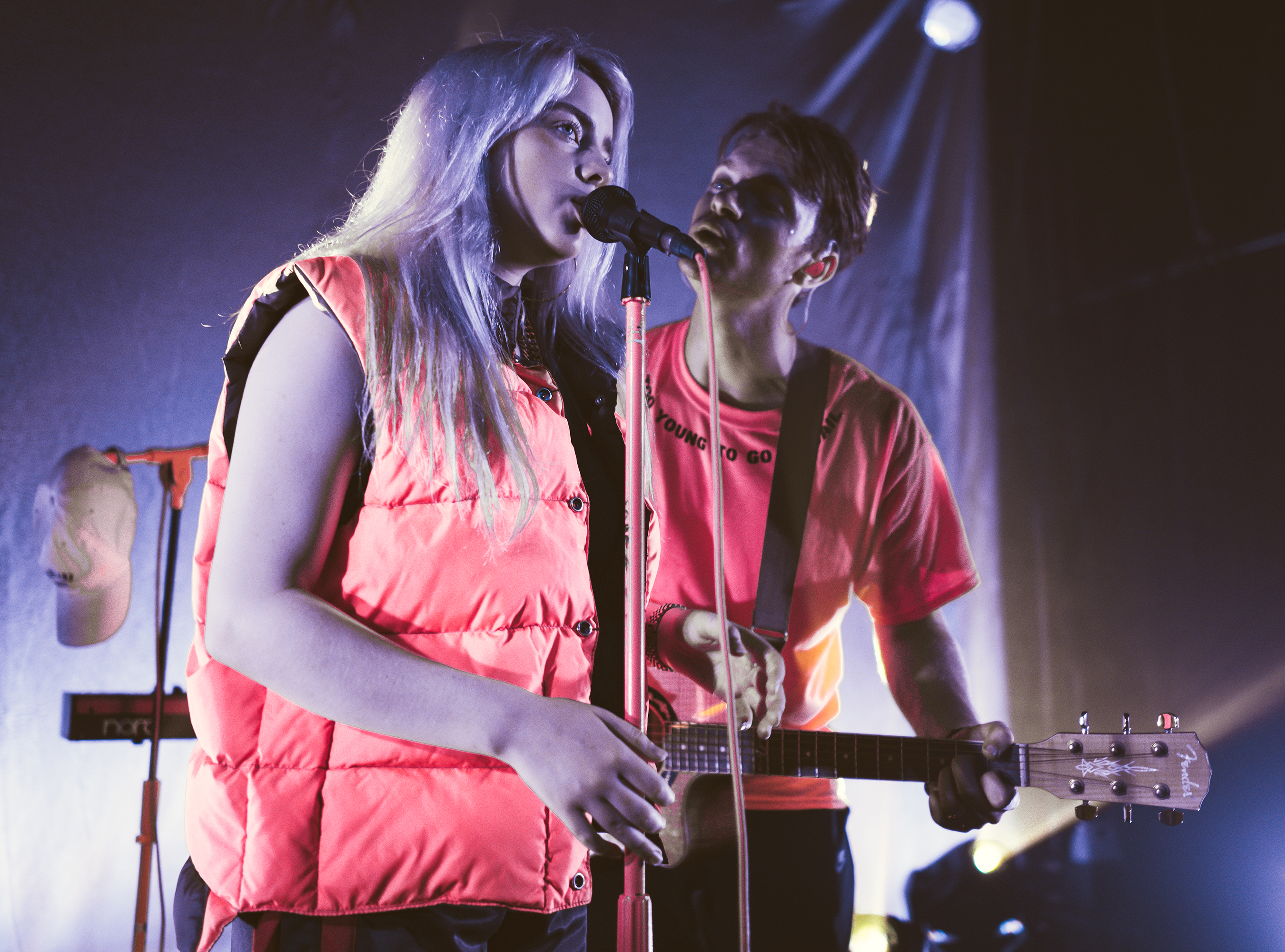
Билли Айлиш и Финнеас О'Коннелл, 2017 год

20 марта 2018 года певица подтвердила слухи о работе над дебютным альбомом и о его возможном выпуске в конце года. В июле 2018 года в интервью для BBC Radio 1 Билли назвала дату выпуска своего альбома — 29 марта 2019 года. 14 января 2019 года стало известно, что альбом проходит этап ма́стеринга. 29 января певица анонсировала название альбома и представила обложку к нему на своём аккаунте в Instagram. Также она представила тизер нового сингла «Bury a Friend», который был выпущен на следующий день с предзаказом самого альбома.
Ещё до своего официального релиза в пятницу 29 марта альбом уже достиг довольно примечательного эффекта: проект был одним из самых ожидаемых дебютных поп-альбомов за всю историю. И это несмотря на отсутствие мощных хитов в чартах: самый успешный на сегодня её сингл «Bury a Friend» поднялся лишь до 14-го места в основном американском хит-параде Billboard Hot 100. Тем не менее, последние несколько месяцев растущей аудитории её прямых эфиров и живых выступлений, оглушительные разговоры в социальных сетях и в медиаиндустрии указывают на то, что «Биллимания» (BillieMania) достигла апогея. По тому как быстро за всю её короткую карьеру 17-летняя певица добилась миллиарда прослушиваний через потоковые стрим-сервисы, — тем больше Билли напоминает суперзвезд хип-хопа, таких как Post Malone и Карди Би, которые были в состоянии заполнить топовые плейлисты Spotify, прежде чем перейти к основным мейнстримовым чартам. Айлиш накопила этот интерес на своих собственных условиях, кропотливо: она пишет и записывает всю свою музыку со своим старшим братом Финнеасом, на практике занимается обработкой музыкальных видео и организацией живого шоу и отказывается компромисс в своём стиле и присутствии в социальных сетях. Она стала self-made, реальной самодельной поп-звездой. Альбом успешно сочетает в себе голос Айлиш — легкий и достаточно хрупкий, который звучит так, как будто время от времени он расколется пополам.
31 марта 2019 года аналитик журнала Billboard предсказал (за неделю до оглашения официальных данных), что альбом Билли Айлиш может дебютировать на первом месте американского хит-парада Billboard 200 с тиражом более 250,000 альбомных эквивалентных единиц (с учётом цифровых скачиваний, чистых продаж альбома, радиоэфирных и стриминговых трековых потоков). Это станет вторым результатом года после дебюта диска Арианы Гранде Thank U, Next, тираж которого превысил 360,000 единиц по данным Nielsen Music.

## Обложка
Фотографом обложки альбома When We All Fall Asleep, Where Do We Go? стал Кеннет Каппелло, с которым Айлиш ранее сотрудничала при оформлении своего мини-альбома Don’t Smile at Me, вышедшего в 2017 году. После работы с певицей над фотографиями для журнала her. Каппелло попросили сфотографировать обложку для ее грядущего альбома. Съемки проходили в день рождения Айлиш в декабре в студии в Лос-Анджелесе и длились 12 часов. Певица подготовила эскизы для обложки альбома, которые были вдохновлены темами ночных ужасов и ясных снов, а также интересом Айлиш к фильмам ужасов, в частности к «Бабадуку». Каппелло рассказал MTV News, что он «знал, что она хотела, чтобы это было угрюмо». Чтобы «почувствовать реальность», Каппелло не стал добавлять дополнительное освещение на конечную фотографию, чтобы создать впечатление, что «дверь открывается, и свет попадает в спальню». Кроме того, он снял различные варианты Айлиш, сидящей на кровати и выражающей различные эмоции. Айлиш надела контактные линзы, чтобы полностью заполнить глаза белым цветом. Она также пожелала использовать минимум дополнительных спецэффектов и ретуши в конечном продукте, чтобы сохранить ощущение «реальности и прозрачности».
В 2024 году редакция журнала Rolling Stone присудила обложке пластинки 72-е место в списке 100 лучших обложек альбомов всех времён: «Как и музыка, обложка классического дебюта Билле Айлиш погружает вас прямо в ее жуткие подростковые кошмары».

## Отзывы
| Совокупная оценка   | Совокупная оценка |
| Источник            | Оценка            |
| ------------------- | ----------------- |
| Metacritic          | 82/100            |
| Оценки критиков     |                   |
| Источник            | Оценка            |
| AllMusic            | [ 19 ]            |
| The Daily Telegraph | [ 20 ]            |
| The Guardian        | [ 21 ]            |
| The Independent     | [ 22 ]            |
| NME                 | [ 23 ]            |
| Pitchfork           | 7.2/10            |
| Rolling Stone       | [ 25 ]            |
| The Times           | [ 26 ]            |
| The Sunday Times    | Альбом недели     |
| Clashmusic          | [ 28 ]            |
| DIY Magazine        | [ 29 ]            |
| The Observer        | [ 30 ]            |
| Exclaim!            | [ 31 ]            |

Альбом был встречен положительными отзывами музыкальных критиков и получил 80 баллов из ста на основании пятнадцати обзоров, включая восторженные: «Революционный, новаторский поп-дебют» (Clashmusic), «Это альбом, полный изящного авантюрного нуар-попа с непосредственностью и интимностью, которые могут себе позволить только лучшие 40 максималистов, такие как Ариана Гранде и Холзи. Звучание Айлиш суперсовременное, но все еще кажется классическим» (Rolling Stone), «он звучит современно и старомодно в то же время, наполнен юношеским самовосприятием, которое одновременно депрессивно, забавно и мудро за пределами своих лет» (The Daily Telegraph), «это чрезвычайно захватывающий, инновационный первый шаг от поп-голоса [певицы], который чувствует себя совершенно новым и современным» (DIY Magazine), «захватывающе амбициозный и чрезвычайно веселый дебют… Билли Эйлиш не похожа ни на кого. Мы находим её порхающей между готическими, мультяшными мелодиями и медленной глянцевой поп-музыкой и скульптурно-холодной, хоральной электронной странностью. Это захватывающий, необычный альбом, который позволяет наслаждаться юношеским воображением, тоской и мраком, но не воспринимает себя слишком серьезно» (The Observer), «это дебютная пластинка, демонстрирующая смелое художественное видение и готовность выйти за пределы поп-стандартов» (Exclaim!), «В некотором смысле альбом прибывает как продолжение, а не как вступление. [В новом альбоме] она не играет невинных, не заискивающих, не кокетливых, не веселых, не милых. Вместо этого она угрюмая, депрессивная, преследующая смерть, хитрая, аналитическая и конфронтационная, и все это без повышения её голоса» (The New York Times).

## Коммерческий успех
Альбом дебютировал на первом месте американского хит-парада Billboard 200 с тиражом 313,000 альбомных эквивалентных единиц (включая 170,000 чистых продаж альбома), это второй результат года (больше было только у Арианы Гранде с диском Thank U, Next с тиражом 360,000 единиц в первую неделю релиза 23 февраля 2019) и третий результат числу потоков-стримов для певиц в истории. Кроме того, было продано 15,000 копий на виниловых пластинок (LP), а это сделало Айлиш лишь второй в истории певицей с таким тиражом, так как ранее, рекордом для винила в новое цифровое время (с 1991 года) стало 5-кратное повторение тиража 15 000+ и более альбомом 25 певицы Адель.
Альбом дебютировал на первом месте британского хит-парада UK Albums Chart с тиражом 48 000 комбинированных единиц продаж. Это позволило 17-летней Билли Айлиш стать самой молодой сольной исполнительницей женского пола на вершине этого чарта за всю его более чем полувековую историю (точнее ей на этот момент было 17 лет, 3 месяца и 18 дней). Ранее женский рекорд принадлежал британской певице Джосс Стоун, которая в 2004 году была на первом месте чарта с альбомом Mind, Body & Soul в возрасте 17 лет, 5 месяцев и 28 дней и канадке Аврил Лавин, которая в 2003 году лидировала с альбомом Let Go в возрасте 18 лет, 3 месяца и 15 дней. Кроме того, успех Билли стал и самым лучшим за последние семь лет дебютом для небританского исполнителя (international artist) в чарте Official Chart впервые после альбома Born To Die американки Ланы Дель Рей, лидировавшего в январе 2012 года.

## Награды и номинации
В январе и октябре 2020 года альбом получил две главные награды в категории «Лучший альбом года»: Грэмми и Billboard Music Awards. И стал четвёртым за последние десять лет альбомом, выигравшим эти две главные премии. Ранее этого добивались Адель («21» и «25») и Тейлор Свифт («1989»).
| Публикация           | Список                                          | Ранг    |
| -------------------- | ----------------------------------------------- | ------- |
| Афиша (Россия)       | Лучшие зарубежные альбомы 2019 года             | 1       |
| The A. V. Club       | 20 лучших альбомов 2019 года                    | 7       |
| AllMusic             | Лучшее за 2019 год                              | —       |
| The Atlantic         | 18 лучших альбомов 2019 года                    | —       |
| Billboard            | 50 лучших альбомов 2019 года                    | 2       |
| Billboard            | 100 величайших альбомов 2010-х годов            | 27      |
| Clash                | Лучшие альбомы 2019 года                        | 4       |
| Complex              | Clash Albums Of The Year 2019                   | 4       |
| Consequence of Sound | Топ-50 альбомов 2019 года                       | 1       |
| Dazed                | 20 лучших альбомов 2019 года                    | 7       |
| The Economist        | Лучшие альбомы 2019 года                        | —       |
| Exclaim!             | 20 лучших поп- и рок-альбомов 2019 года         | 17      |
| Entertainment Weekly | Лучшие альбомы 2019 года                        | 2       |
| GQ ( Великобритания) | Альбомы, которые снова сделали 2019 год великим | 3       |
| The Guardian         | Лучшие альбомы 2019 года                        | 3       |
| musicOMH             | Топ-50 альбомов 2019 года                       | 2       |
| The New York Times   | Лучшие альбомы 2019 года                        | 1       |
| NME                  | 50 лучших альбомов 2019                         | 1       |
| Pitchfork            | 50 лучших альбомов 2019 года                    | 21      |
| PopCrush             | 25 лучших поп-альбомов 2019 года                | —       |
| Rolling Stone        | 50 лучших альбомов 2019 года                    | 2       |
| Rolling Stone        | 200 лучших альбомов 2010-х годов                | 31      |
| Rolling Stone        | 500 величайших альбомов всех времён             | 397     |
| Slate                | Лучшие альбомы 2019 года                        | —       |
| Time                 | 10 лучших альбомов 2019 года                    | 6       |
| Uproxx               | Лучшие альбомы 2019 года                        | 5       |
| USA Today            | 10 лучших альбомов 2019 года                    | 3       |
| Variety              | Лучшие альбомы 2019 года                        | 1 (tie) |

| Награда                   | Год  | Категория                            | Результат | Ссылка |
| ------------------------- | ---- | ------------------------------------ | --------- | ------ |
| American Music Awards     | 2019 | Лучший альбом — поп/рок              | Номинация | [ 64 ] |
| Apple Music Awards        | 2019 | Альбом года                          | Победа    | [ 65 ] |
| BreakTudo Awards          | 2019 | Альбом года                          | Номинация | [ 66 ] |
| Danish Music Awards       | 2019 | Иностранный альбом года              | Победа    | [ 67 ] |
| Gaana User’s Choice Icons | 2020 | Лучший международный альбом          | Номинация | [ 68 ] |
| Грэмми                    | 2020 | Лучший альбом года                   | Победа    | [ 69 ] |
| Грэмми                    | 2020 | Лучший вокальный поп-альбом          | Победа    | [ 69 ] |
| Грэмми                    | 2020 | Best Engineered Album, Non-Classical | Победа    | [ 69 ] |
| Juno Awards               | 2020 | Лучший международный альбом          | Победа    | [ 70 ] |
| LOS40 Music Awards        | 2019 | Лучший международный альбом          | Победа    | [ 71 ] |
| People’s Choice Awards    | 2019 | Альбом 2019 года                     | Номинация | [ 72 ] |
| Q Awards                  | 2019 | Лучший альбом                        | Номинация | [ 73 ] |

## Список композиций
Слова и музыка всех песен — написаны Билли Айлиш и Финниасом О’Коннеллом, кроме треков 7 и 9, которые написаны исключительно Ф. О’Коннеллом. Продюсер всех песен альбома — Финниас О’Коннелл.
| №                   | Название                        | Длительность |
| ------------------- | ------------------------------- | ------------ |
| 1.                  | «!!!!!!!»                       | 0:13         |
| 2.                  | «Bad Guy»                       | 3:14         |
| 3.                  | «Xanny»                         | 4:03         |
| 4.                  | «You Should See Me in a Crown»  | 3:00         |
| 5.                  | «All the Good Girls Go to Hell» | 2:48         |
| 6.                  | «Wish You Were Gay»             | 3:41         |
| 7.                  | «When the Party’s Over»         | 3:16         |
| 8.                  | «8»                             | 2:53         |
| 9.                  | «My Strange Addiction»          | 2:59         |
| 10.                 | «Bury a Friend»                 | 3:13         |
| 11.                 | «Ilomilo»                       | 2:36         |
| 12.                 | «Listen Before I Go»            | 4:02         |
| 13.                 | «I Love You»                    | 4:51         |
| 14.                 | «Goodbye»                       | 1:59         |
| Общая длительность: | Общая длительность:             | 42:48        |

| №                   | Название                                             | Длительность |
| ------------------- | ---------------------------------------------------- | ------------ |
| 15.                 | «Come Out and Play»                                  | 3:30         |
| 16.                 | «When I Was Older» (Music Inspired by the Film Roma) | 4:30         |
| Общая длительность: | Общая длительность:                                  | 50:48        |

| №                   | Название                                                           | Автор(ы)                                    | Длительность |
| ------------------- | ------------------------------------------------------------------ | ------------------------------------------- | ------------ |
| 15.                 | «When I Was Older» (Music Inspired by the Film Roma)               |                                             | 4:30         |
| 16.                 | «Bitches Broken Hearts» (продюсеры: Финниас О’Коннелл, Emmit Fenn) | B. O'Connell, Emmit Fenn, Финниас О’Коннелл | 2:56         |
| 17.                 | «Everything I Wanted»                                              |                                             | 4:05         |
| Общая длительность: | Общая длительность:                                                | Общая длительность:                         | 54:19        |

Примечания
- Все названия треков стилизованы под строчные буквы, кроме «When I Was Older», который стилизован под заглавные буквы[79].
- «Bury a Friend» включает гостевой рэп от Crooks[80].
- «My Strange Addiction» содержит элементы диалога из эпизода «Threat Level Midnight» американского ситкома Офис[81].
- «When the Party’s Over» включает гостевой бэк-вокал Финниаса О’Коннелла[82].

## Творческая группа
Сведения взяты c сервиса Tidal.
- Билли Айлиш — основной вокал; дополнительный продюсер (трек 2)
- Финниас О’Коннелл — бэк-вокал, бас, перкуссия, фортепиано (трек 7); продюсер (все треки)
- Роб Кинельски — сведе́ние (все треки)
- Джон Гринхэм — мастеринг (все треки)

## Чарты
| Чарт (2019—2020)                       | Высшая позиция |
| -------------------------------------- | -------------- |
| Австралия (ARIA)                       | 1              |
| Австрия (Ö3 Austria)                   | 1              |
| Бельгия/Фландрия (Ultratop)            | 1              |
| Бельгия/Валлония (Ultratop)            | 5              |
| Канада (Canadian Albums Chart)         | 1              |
| Чехия (ČNS IFPI)                       | 1              |
| Дания (Hitlisten)                      | 1              |
| Нидерланды (Album Top 100)             | 1              |
| Эстония (Eesti Tipp-40)                | 1              |
| Финляндия (Suomen virallinen lista)    | 1              |
| Франция (SNEP)                         | 7              |
| Германия (Offizielle Top 100)          | 3              |
| Греция (IFPI)                          | 1              |
| Венгрия (MAHASZ)                       | 18             |
| Ирландия (IRMA)                        | 1              |
| Италия (Classifica album)              | 3              |
| Япония (Oricon)                        | 11             |
| Латвия (LAIPA)                         | 1              |
| Литва (AGATA)                          | 1              |
| Мексика (AMPROFON)                     | 5              |
| Новая Зеландия (RMNZ)                  | 1              |
| Норвегия (VG-lista)                    | 1              |
| Польша (ZPAV)                          | 3              |
| Португалия (AFP)                       | 1              |
| Шотландия (Scottish Albums Chart)      | 1              |
| Словения (ČNS IFPI)                    | 1              |
| Республика Корея (Gaon)                | 24             |
| Испания (PROMUSICAE)                   | 2              |
| Швеция (Sverigetopplistan)             | 1              |
| Швейцария (Schweizer Hitparade)        | 1              |
| Великобритания (UK Albums Chart)       | 1              |
| США Billboard 200                      | 1              |
| США (Billboard Top Alternative Albums) | 1              |
| США (Billboard Top Tastemaker Albums)  | 1              |

| Чарт (2019)                           | Позиция |
| ------------------------------------- | ------- |
| Австралия (ARIA)                      | 1       |
| Австрия (Ö3 Austria)                  | 3       |
| Бельгия (Ultratop Flanders)           | 2       |
| Бельгия (Ultratop Wallonia)           | 23      |
| Канада (Billboard)                    | 2       |
| Дания (Hitlisten)                     | 3       |
| Нидерланды (Album Top 100)            | 2       |
| Франция (SNEP)                        | 40      |
| Германия (Offizielle Top 100)         | 14      |
| Греция (IFPI)                         | 2       |
| Ирландия (IRMA)                       | 3       |
| Италия (FIMI)                         | 15      |
| Латвия (LAIPA)                        | 1       |
| Мексика (AMPROFON)                    | 15      |
| Новая Зеландия (RMNZ)                 | 1       |
| Польша (ZPAV)                         | 22      |
| Швеция (Sverigetopplistan)            | 1       |
| Швейцария (Schweizer Hitparade)       | 5       |
| Великобритания (OCC)                  | 4       |
| США Billboard 200                     | 1       |
| США Alternative Albums (Billboard)    | 1       |
| США Top Tastemaker Albums (Billboard) | 1       |

| Чарт (2010—2019)  | Позиция |
| ----------------- | ------- |
| США Billboard 200 | 53      |

## Сертификации
| Регион | Сертификация  | Продажи               |
| --- | ------------- | --------------------- |
| Австралия (ARIA) | 2× Платиновый | 140 000               |
| Австрия (IFPI Austria) | 2× Платиновый | 30 000                |
| Бельгия (BEA) | Платиновый    | 20 000                |
| Канада (Music Canada) | 2× Платиновый | 160 000               |
| Дания (IFPI Danmark) | 3× Платиновый | 60 000                |
| Франция (SNEP) | Платиновый    | 100 000               |
| Германия (BVMI) | Золотой       | 100 000               |
| Италия (FIMI) | Платиновый    | 50 000                |
| Мексика (AMPROFON) | 2× Платиновый | 120 000               |
| Новая Зеландия (RMNZ) | 6× Платиновый | 90 000                |
| Норвегия (IFPI Norway) | 6× Платиновый | 120 000*              |
| Польша (ZPAV) | 2× Платиновый | 40 000                |
| Португалия (AFP) | Платиновый    | 15,000^               |
| Испания (PROMUSICAE) | Платиновый    | 40 000                |
| Великобритания (BPI) | Платиновый    | 300 000               |
| США (RIAA) | 3× Платиновый | 3,000,000 / 2,518,000 |
| * Данные о продажах приведены только на основе сертификации. · ^ Данные о тиражах приведены только на основе сертификации. · Данные о продажах + прослушиваниях приведены только на основе сертификации. |               |                       |